# Lufengosaurus
Lufengosaurus (do latim "lagarto de Lufeng") foi uma espécie de dinossauro herbívoro e quadrúpede que viveu no início do período Jurássico. Media em torno de 6 metros de comprimento e seu peso é até então desconhecido.
O Lufengosaurus viveu na Ásia e seus fósseis foram encontrados na China, ou mais precisamente na bacia de Lufeng, local do qual o Lufengosaurus deve seu nome.
Os dentes do Lufengosaurus eram bastante distantes um do outro e bem agudos, essa característica sugere que talvez o Lufengosaurus não fosse herbívoro mas sim omnívoro, alimentando-se de vegetais e reforçando sua dieta com a carne de pequenos animais.

## Outras espécies

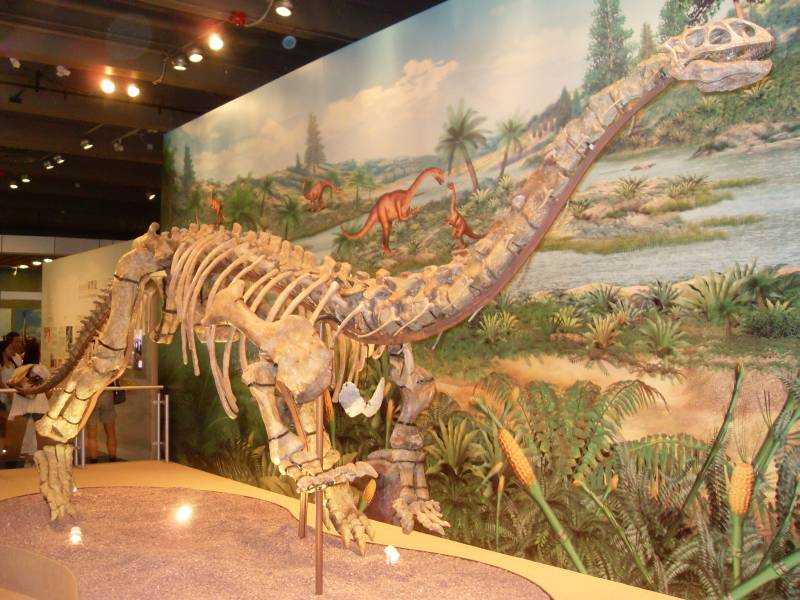
O esqueleto dum Lufengosaurus

- Lufengosaurus changduensis